# Тишевский, Андрей Ларионович
Андрей Ларионович Тишевский (1727—1812) — генерал-майор Русского императорского флота, обер-экипажмейстер.

## Биография
Андрей Тишевский родился в 1727 году; образование получил в Морской академии, куда поступил в июне 1741 года; через два года произведенный в гардемарины и еще через год — в мичманы, начал практические плавания на корабле «Слава России», который во время Русско-шведская войны 1741—1743 гг. ходил между Кронштадтом и Красной Горкой.
В 1745—1746 гг. участвовал в работах по прокладке вех от Кронштадта до мыса Дагерорд (Ристна), в 1747—1750 гг. находился в кампаниях на Балтийском море и совершил переход из Кронштадта в Архангельск и обратно. 
Повышенный в мичманы, А. Л. Тишевский был переведен в береговую команду Архангельского порта, где в следующем чине унтер-лейтенанта (с 1751 года) командовал брандвахтенным судном «Зосима и Савватий».
В 1754 году Андрей Ларионович Тишевский возвратился в порт Кронштадт, откуда в течение ближайших лет на фрегате «Россия» совершал обычные плавания, преимущественно в водах Балтики. 
В 1762 году Тишевский в чине лейтенанта (с 1756 года) участвовал в ходе Семилетней войны в Кольбергской экспедиции и вслед за этим был назначен в береговую команду Ревельского порта. 
20 апреля 1764 года он получил чин капитана второго ранга и стал командовать кораблём «Нептун», на котором в составе остального флота под штандартом Императрицы Екатерины II плавал от Кронштадта до Балтийского порта.
В течение 1765—1768 гг. присутствовал сначала в морской адмиралтейской конторе, затем в интендантской экспедиции по экипажному департаменту. 4 июня 1769 года Tишевский был произведен в капитаны 1-го ранга и отправлен на Азовскую военную флотилию, откуда в следующем году ездил в командировку сначала в Борисоглебский уезд для заготовки «ветвистых дерев» на постройку фрегатов, затем на pеку Хопер с целью найти подходящее место для устройства верфи, где можно было бы сооружать фрегаты. Место было подобрано, верфь возведена, и уже в 1771 году Тишевский провел в Таганрог два построенных там фрегата, после чего был назначен начальником верфи на Хопре и заведующим проводкою новопостроенных судов к месту службы. 
В июле 1776 года Тишевский был повышен в капитаны бригадирского ранга одновременно с назначением обер-экипажмейстером, которым и оставался до самой отставки, последовавшей 28 июля 1782 года, — причем за три года до этого, именно 1 января 1779 года, получил чин капитана генерал-майорского ранга, а в генерал-майоры флота был переименован при отставке.
Генерал-майор Андрей Ларионович Тишевский умер 2 июня 1812 года в городе Санкт-Петербурге.